# East Troy (wieś)
East Troy – wieś w Stanach Zjednoczonych, w stanie Wisconsin, w hrabstwie Walworth.